# Eleição municipal de Jaú em 2016
A eleição municipal de Jaú em 2016 foi realizada em um único turno para eleger um prefeito, um vice-prefeito e 17 vereadores no município de Jaú, no Estado de São Paulo, no Brasil. A eleição ocorreu em 2 de outubro de 2016 e foi disputado por 6 candidatos à prefeitura e 258 candidatos às vagas para o cargo de vereador na Câmara Municipal de Jaú. Dos 17 vereadores eleitos o mais bem votado foi Guto Machado, do PHS, que obteve 3,139 votos (4.85% dos votos válidos).
O prefeito eleito foi Rafael Lunardelli Agostini, do PSB, com 71.77% dos votos válidos em disputa com os outros 5 candidatos, os quais não conseguiram alcançar uma quantidade de votos equivalentes ao de Agostini. O vice-prefeito eleito, na chapa de Agostini, foi Sigefredo Griso do PMDB.
O pleito em Jaú foi parte das eleições municipais nas unidades federativas do Brasil. Jaú foi um dos 41 municípios vencidos pelo PSB no estado de São Paulo.

## Antecedentes
Em 2008, mas eleições municipais, o candidato Rafael Agostini na época do PT perdeu as eleições para o cargo de prefeito para o candidato do PV Dr. Osvaldo Franceschi Junior que venceu com uma pequena diferença de 1% de votos comparado a Rafael Agostini. Em 2012 Rafael Agostini voltou a concorrer as eleições para prefeito, dessa vez vencendo com 42 982 de votos válidos, especificamente 59,31%. Novamente concorrendo a candidatura em 2016, Agostini é reeleito com 71,77% dos votos válido, sendo o segundo maior número de votos, dos outros candidatos, tendo sido de Dr Paulo de Tarso 31 do PHS com 20,52% de votos.

## Eleitorado
Na eleição de 2016 votaram 98929 jauenses, o que correspondia a aproximadamente 60,50%, entretanto no ano de 2012 a quantidade de votantes era maior do que a de 2016. As eleições atuais contaram com uma quantidade maior de votos brancos e nulos se comparada ao ano anterior

## Candidatos
No primeiro e único turno das eleições de 2016 do município de Jaú, 6 candidatos disputaram à prefeitura da cidade, são eles: Rafael Agostini, Dr Paulo de Tarso, Dr Paulo de Tarso, Professor Lauro, Edison Ladeira e Ivan Cassaro.
| Candidato(a)       | Vice             | Partido | Coligação                                                           |
| ------------------ | ---------------- | ------- | ------------------------------------------------------------------- |
| Rafael Agostini    | Sigefredo Griso  | PSB     | "JAHU MELHOR" (PSB/PRB/DEM/PR/PDT/PTB/PSD/PSC/PP/PMDB/SD/PPS /PROS) |
| Dr. Paulo de Tarso | DR. Serra        | PHS     | "Juntos por Jaú" (PSDB/PHS/PT do B/PSL)                             |
| Maurício Murgel    | Gonzaga Gordo    | REDE    | "Feliz Cidade, Consciência e Ação!" (REDE/PSDC)                     |
| Professor Lauro    | Rosenilda        | PSOL    | Sem coligação                                                       |
| Edison Ladeira     | Patrícia Bernini | PT      | "Fé, Amor e Trabalho" (PT/PCdoB)                                    |
| Ivan Cassaro       | João Brandão     | PEN     | "Desenvolve Jaú" (PEN/PTN/PTC/PRP)                                  |

## Campanha
A campanha do prefeito reeleito Rafael Agostini teve como objetivo fazer as comparações do seu governo atual com o do final de 2012, o qual na época estava sob a posse ex prefeito Dr. Osvaldo Franceschi Junior. A propaganda política veiculada nas mídias retomava as questões dos escândalos de corrupção, dos problemas que a cidade vivia e do descaso com a educação e principalmente a saúde da cidade, o que em sua campanha eleitoral de 2012 foi um dos principais alvos de crítica. Dentre as propostas de campanha de Agostini uma delas era a questão da transparência com relação as constas públicas da cidade e o uso adequado do dinheiro público para as áreas de maior urgência, como pode ser visto em suas campanhas disponíveis na internet.

## Resultados

### Prefeito
No dia 2 de outubro, Rafael Agostini foi eleito com 71,77% dos votos válidos.
| Candidato(a)            | Vice                       | 1º Turno 2 de outubro de 2016 | 1º Turno 2 de outubro de 2016 |
| Candidato(a)            | Vice                       | Votação                       | Votação                       |
|                         |                            | Total                         | Porcentagem                   |
| ----------------------- | -------------------------- | ----------------------------- | ----------------------------- |
| Rafael Agostini (PSB)   | Sigefredo Griso (PMDB)     | 34,289                        | 71,77%                        |
| Dr Paulo de Tarso (PHS) | Dr. Serra (PSDB)           | 9,805                         | 20,52%                        |
| Maurício Murgel (REDE)  | Gonzaga Gordo (REDE)       | 2,857                         | 5.98%                         |
| Professor Lauro (PSOL)  | Rosenilda (PSOL)           | 421                           | 0.88%                         |
| Edison Ladeira (PT)     | Patrícia Bernini (PC do B) | 407                           | 0.85%                         |
| Ivan Cassaro (PEN)      | João Brandão (PRP)         | 0                             | 0.00%                         |
| Total de votos válidos  | Total de votos válidos     | 98.929                        | 60,50%                        |
| Votos em branco         | Votos em branco            | 3.417                         | 4,33%                         |
| Votos nulos             | Votos nulos                | 27.782                        | 35,18%                        |
| Total                   | Total                      | 98.929                        | 100%                          |
| Abstenções              | Abstenções                 | 31.199                        | 42,51%                        |
| Votos apurados          | Votos apurados             | 98.929                        | 100%                          |
| Total de eleitores      | Total de eleitores         | 95.660                        | 100%                          |

### Vereador
Dezessete (17) vereadores foram eleitos no ano de 2016 em Jaú, sendo apenas 3 pertencentes a coligação de Rafael Agostini. Dos (17) eleitos a vereador, apenas 2 são mulheres, não tendo aumentado em quase nada o número de mulheres eleitas em jaú com relação a 2012. O vereador que mais recebeu votos foi Guto Machado (PHS), que teve 3,139 votos.
| Resultado da eleição para a Câmara Municipal de Jaú em 2016 por candidato | Resultado da eleição para a Câmara Municipal de Jaú em 2016 por candidato | Resultado da eleição para a Câmara Municipal de Jaú em 2016 por candidato | Resultado da eleição para a Câmara Municipal de Jaú em 2016 por candidato | Resultado da eleição para a Câmara Municipal de Jaú em 2016 por candidato | Resultado da eleição para a Câmara Municipal de Jaú em 2016 por candidato |
| Candidato                                                                 | Número                                                                    | Partido                                                                   | Votos                                                                     | Porcentagem                                                               |                                                                           |
| ------------------------------------------------------------------------- | ------------------------------------------------------------------------- | ------------------------------------------------------------------------- | ------------------------------------------------------------------------- | ------------------------------------------------------------------------- | ------------------------------------------------------------------------- |
| Guto Machado                                                              | 31333                                                                     | PHS                                                                       | 3,139                                                                     | 4,85%                                                                     |                                                                           |
| Dr. Segura                                                                | 14444                                                                     | PTB                                                                       | 2,024                                                                     | 3.13%                                                                     |                                                                           |
| Cléo Furquim                                                              | 15555                                                                     | PMDB                                                                      | 1,854                                                                     | 2.87%                                                                     |                                                                           |
| Tito Colo                                                                 | 45456                                                                     | PSDB                                                                      | 1,689                                                                     | 2.61%                                                                     |                                                                           |
| Tuco Bauab                                                                | 15000                                                                     | PMDB                                                                      | 1,473                                                                     | 2.28%                                                                     |                                                                           |
| Borgo                                                                     | 12345                                                                     | PDT                                                                       | 1,313                                                                     | 2.03%                                                                     |                                                                           |
| João Pacheco                                                              | 45100                                                                     | PSDB                                                                      | 1,085                                                                     | 1.68%                                                                     |                                                                           |
| Luiz Henrique Chupeta                                                     | 45123                                                                     | PSDB                                                                      | 1,067                                                                     | 1.65%                                                                     |                                                                           |
| Agentil Cato                                                              | 20022                                                                     | PSC                                                                       | 1,057                                                                     | 1.63%                                                                     |                                                                           |
| Vanucci                                                                   | 40111                                                                     | PSB                                                                       | 1,036                                                                     | 1.60%                                                                     |                                                                           |
| Lucas Flores                                                              | 55000                                                                     | PSD                                                                       | 1,009                                                                     | 1.56%                                                                     |                                                                           |
| Toninho Masson                                                            | 15222                                                                     | PMDB                                                                      | 962                                                                       | 1.49%                                                                     |                                                                           |
| Vivian Soares                                                             | 40555                                                                     | PSB                                                                       | 950                                                                       | 1.47%                                                                     |                                                                           |
| Fernando Barbieri                                                         | 40123                                                                     | PSB                                                                       | 922                                                                       | 1.42%                                                                     |                                                                           |
| Wagner Brasil Pupu                                                        | 90222                                                                     | PROS                                                                      | 912                                                                       | 1.41%                                                                     |                                                                           |
| Maurílio Moretti                                                          | 51777                                                                     | PEN                                                                       | 431                                                                       | 0.67%                                                                     |                                                                           |
| Denilson da Vitória                                                       | 31014                                                                     | PHS                                                                       | 410                                                                       | 0.63%                                                                     |                                                                           |

| Votos em legenda | Votos em legenda | 4.522  | 8,25%  |
| Votos nulos      | Votos nulos      | 10.476 | 13,26% |
| Votos em branco  | Votos em branco  | 4.585  | 5,81%  |
| Total            | Total            | 78.978 | 100%   |
| ---------------- | ---------------- | ------ | ------ |

## Debates
Para as eleições de Jaú em 2016 um dos debates ocorridos foi promovido pelo Comércio do Jahu e cursos de Comunicação Social das Faculdades Integradas de Jaú com os candidatos a prefeito da cidade. O evento ocorreu na noite do dia 24 de setembro, no anfiteatro da Fundação Educacional Dr. Raul Bauab. Esse debate contou com a presença dos cinco dos seis candidatos à prefeitura da cidade.

## Análises
Em entrevista feita para o site G1, Rafael Agostini diz que sua reeleição são consequência de um bom trabalho realizado por ele junto a administração da cidade, ele atribuí esse fato às obras, das conquistas, melhorias na cidade e das questões tratadas na campanha e durante sua gestão o ano anterior. Rafael Agostini ingressa em seu segundo mandato com o mesmo discurso do primeiro, a ques~toa das preocupações com as finanças, levando em consideração a situação financeira, como planos para conter a crise em seu mandato, e continuar com os ajustes de infraestrutura da cidade como havia prometido em campanha.